# Сражение за Аккерман
Оборона Аккермана — сражение в начале марта 1918 года между румынскими войсками и большевиками. Происходило в районе города Аккермана и его окрестностей, на тот момент уездного города Бессарабской губернии (современный г. Белгород-Днестровский, Одесской области).
С самого начала ползучего захвата румынскими частями территории Бессарабии, г. Аккерман стал центром сопротивления румынской агрессии. Так 10 января 1918 года в городе состоялся съезд Придунайских земств и самоуправлений, который выступил против действий румынской армии. Однако на начальном этапе румынская интервенция, начатая с санкции последнего легитимного представителя Временного правительства в регионе — генерала Д. Г. Щербачёва, развивалась относительно успешно. Так 10 января на юге Бессарабии румынские войска заняли г. Болград, 22 января г. Измаил, 25 января г. Килия.
На протяжении января в Аккерман и окрестности прибывали солдаты, дезертировавшие с бывшего румынского фронта и оттеснённые с юга Буджака наступавшими румынами. Газета «Голос революции» писала: «…6-я армия, отступая от Болграда, в районе которого она в течение последнего времени находилась, разбрелась по селам и деревням Аккерманского уезда. Теперь отряды 6-й армии сконцентрированы в Маяках и Аккермане. Отряды несут дозорную службу, готовы к отражению румын в случае их появления».
Ситуация в самом городе оставалась в значительной степени неопределённой. На протяжении 1917 г. на румынском фронте происходило переподчинение различных воинских частей и соединений Центральной раде одновременно с хаотичным процессом формирования ревкомов в отдельных подразделениях. Таким образом зимой 1918 года в районе г. Аккерман оказывались как части, ассоциировавшие себя с УНР, так и части верные большевикам в лице РумЧерОда. На протяжении января между большевиками и сторонниками УНР происходило соперничество за контроль над Аккерманом. Однако к второй половине января 1918 г. власть в регионе начала переходить к большевикам, 18 января 1918 года в г. Одесса была провозглашена Одесская советская республика, которая претендовала на контроль над Херсонской и Бессарабской губерниями и в том числе и над г. Аккерман. После получения полного контроля над Одессой и окрестностями, большевики начали распространять свою власть на прилегающие территории. С 28 по 30 января в Аккермане шли уличные бои между сторонниками Центральной Рады УНР и большевиками. В итоге город перешёл под контроль большевиков.
К этому моменту части УНР отступили к северу от Одессы, а красноармейцы продолжали бои с наступающими со стороны Дуная румынами. К середине февраля румынская армия потеснила большевиков на север: продолжавшаяся с 26 января по 15 февраля 1918 года оборона красноармейцами Вилкова провалилась. Ненадолго задержать продвижение румын сумела оборона г. Татарбунары, которая продлилась всего два дня.
К началу марта 1918 года румынские соединения начали приближаться к Днестровскому лиману. Со стороны большевиков обороной г. Аккерман руководил комиссар Н. Шишман. С целью удержания контроля над городом, в уезде была проведена мобилизация. Из мобилизованных и из немногих продолжавших находиться в городе красноармейцев созданы 1-й Бессарабский полк и Аккерманский фронт (в 30 км от города), державший оборону против румынской армии до 9 марта 1918 года, силами в 2 тысячи штыков.
Румынская сторона, оказавшаяся к началу марта в менее выгодном положении, нежели за два месяца до этого, пошла на переговоры с руководством Одесской республики. В результате данных переговоров, проходивших в Одессе и в Яссах, 8 марта 1918 года был подписан «Протокол ликвидации русско-румынского конфликта». Согласно данному соглашению, между сторонами объявлялся мир при условии полного вывода румынских войск из Бессарабии в течение двух месяцев.
Однако осознавая шаткость положения большевиков в Украине в виду наступления войск Центральных Держав, румыны пренебрегли подписанным договором и уже 9 марта 1918 года вошли в г. Аккерман, с. Шабо и с. Бугаз, завершив тем самым оккупацию Бессарабии.

### Планы контрнаступления
В марте 1918 года Муравьев разрабатывает планы передислокации под Аккерман 2 тысяч солдат и наступления в сторону Измаила. Данному плану было не суждено сбыться в связи с отступлением сил Одесской республики из Одессы в Крым перед лицом наступающих сил Центральных Держав.
По завершении французской интервенции на Юге Украины в апреле — мае 1919 года, после того как советская власть утвердилась в Причерноморье, командование Красной Армии разработало план войны против Румынии с целью возвращения Бессарабии и помощи революционной Венгрии. Но наступление частей Украинского фронта, которое должно было начаться в середине мая 1919 года, было сорвано восстанием советской дивизии Григорьева и прорывом белогвардейцами фронта у Юзовки (ныне Донецк) и Луганска.